# Roudnička
Roudnička (německy Kleinraudnitz) je místní část statutárního města Hradec Králové, rozkládá se na jihu města. Nedaleko se nachází přírodní památka, rybníky Roudnička a Datlík (Roudička přímo na území místní části, Datlík stejně jako další blízké rybníky Cikán a Biřička už v Novém Hradci Králové).
Roudnička je také název katastrálního území o rozloze 2,12 km2.
Působí zde komise místní samosprávy Roudnička.

## Historie
První zmínka o Roudničce pochází z roku 1465. Mezi lety 1850 až 1950 se jedná o samostatnou obec, přičemž do roku 1924 je její součástí i katastrální území Kluky. K 1. říjnu 1950 je Roudnička připojena k městu Hradec Králové, avšak 16. května 1954 se opět osamostatňuje. Statut obce Roudničce zůstává až do 1. 7. 1980, kdy se znovu připojuje k městu Hradec Králové.